# Passenger (sanger)
Mike Rosenberg (født 17. maj 1984), bedre kendt under sit kunstnernavn Passenger, er en engelsk folkrock singer-songwriter. Hans kunstnernavn kommer fra folkrock-bandet af samme navn, som han var med til danne samt forsanger og sangskriver i. Bandet udgav kun ét album, og da bandet besluttede at gå fra hinanden i 2009 valgte Rosenberg at beholde navnet til sin solokarriere. Hans mest succesfulde single er "Let Her Go", som har toppet hitlister i 16 lande indtil videre.
Passenger har optrådt flere gange i Danmark, senest i oktober 2014 i Falkoner Salen foran 2000 mennesker. Her var bandet "The Once" opvarmning.

## Diskografi

### Albums
- Wicked Man's Rest (2007) - med band
- Wide Eyes Blind Love (2009)
- Divers & Submarines (2010)
- Flight of the Crow (2010)
- All the Little Lights (2012)
- Whispers (2014)
- Whispers II (2015)
- Young as the Morning Old as the Sea (2016)
- The Boy Who Cried Wolf (2017)
- Songs For The Drunk And Broken Hearted (2021)

### Singler
- "The Wrong Direction" (2012)
- "Let Her Go" (2012)
- "Holes" (2013)
- "Hearts on Fire" (2014)
- "Somebody's love" (2016)
- "Anywhere" (2016)
- "A kindly reminder" (2017)
- "The boy who cried wolf" (2017)
- "Simple song" (2017)